# John Stiven Mendoza
John Stiven Mendoza Valencia (* 27. Juni 1992 in Palmira) ist ein kolumbianischer Fußballspieler.

## Karriere

### Verein
In der Jugend spielte Mendoza für Deportivo Cali. Von dort ging er 2010 zum Envigado FC. 2012 stieg Mendoza mit América de Cali als Meister der Categoría Primera B 2012 in die Categoría Primera A auf. Anschließend wechselte er zu Cúcuta Deportivo, ehe er zu Deportivo Cali zurückkehrte. Dort gewann er im Januar 2014 die Superliga de Colombia. Mendozas Vertrag mit Deportivo Cali endete am 30. Juni 2014.
Im August 2014 trainierte Mendoza als Gastspieler mit der Bundesligamannschaft des VfB Stuttgart, wechselte dann aber in die Indian Super League zu Chennaiyin FC. 2015 ging der Kolumbianer zum brasilianischen Spitzenklub Corinthians São Paulo, wurde 2015 allerdings zurück an Chennaiyin FC, 2016 an den MLS-Klub New York City FC und 2017 an den Ligakonkurrenten EC Bahia ausgeliehen. 
2018 verließ Mendoza dann endgültig Corinthians und ging zum französischen Klub SC Amiens, für die er in 67 Ligaspielen 13 Tore erzielte. Im Februar 2021 ging er nach Brasilien zurück und schloss sich Ceará SC an. Bei dem Klub spielte er bis Ende des Jahres 2022, dann musste sein Klub als 17. der Série A 2022 absteigen. Mendoza konnte aber durch einen Wechsel zum FC Santos weiterhin am Spielbetrieb der Série A teilnehmen.

### Nationalmannschaft
Er nahm mit der kolumbianischen U-17-Nationalmannschaft an der U-17-Weltmeisterschaft 2009 teil. Dort wurde Mendoza in allen sechs Partien der Kolumbianer eingesetzt und erreichte den vierten Platz. Bei der U-20-Südamerikameisterschaft 2011 absolvierte er fünf Partien für Kolumbien und belegte mit seiner Mannschaft am Ende des Turniers den sechsten Platz.
Sein Debüt für die A-Nationalmannschaft gab der 1,72 m große Flügelstürmer am 16. November 2019 beim Freundschaftsspiel gegen Peru, als er in der 61. Spielminute von Nationaltrainer Carlos Queiroz eingewechselt wurde. Vier Tage später stand Mendoza gegen Ecuador erstmals in der Startelf.

## Erfolge
Corinthians
- Brasilianischer Meister: 2015

Chennaiyin FC
- Indischer Meister: 2015